# Coniophanes melanocephalus
Coniophanes melanocephalus — вид змій родини полозових (Colubridae). Ендемік Мексики.

## Поширення і екологія
Coniophanes melanocephalus відомі за двома зразками, зібраними в штатах Морелос і Пуебла.